# Гончаров, Владимир Владимирович
Влади́мир Влади́мирович Гончаро́в (1912—1994) — советский инженер и учёный, разработчик реакторного графита.

## Биография
Родился 15 (28 июня) 1912 года в Тифлисе (ныне Тбилиси, Грузия).
Окончил химический техникум (1930) и направлен в Баку на нефтеперерабатывающий завод. В 1931—1935 годах служил в ГПУ Азербайджана. С 1935 года зам. директора Бакинского завода синтетического каучука.
В 1938—1941 годах слушатель Всесоюзной Промышленной академии имени И. В. Сталина (Москва),
В 1941—1943 годах директор опытного завода № 438 наркомата химической промышленности в Азербайджане.
В 1943—1986 годах — помощник И. В. Курчатова в Лаборатории № 2 ЛИПАН, заместитель директора ИАЭ имени И. В. Курчатова. 
Доктор технических наук (1963).
Один из авторов технологии производства графита высокой чистоты для ядерных реакторов.
Один из инициаторов использования в реакторах твэлов диспергированного типа.
Руководитель первой в СССР комплексной экспериментальной материаловедческой базы, созданной в Курчатовском институте в 1952 году, где проходили испытания твэлы для ядерных реакторов.
Умер в 1994 году 

## Награды и премии
- Сталинская премия третьей степени (1949) — за участие в разработке и освоении технологии производства чистого графита.
- Сталинская премия первой степени (1953) — за расчётные и экспериментальные работы по созданию реакторов для производства трития
- Ленинская премия (1960) — за создание комплекса исследовательских водо-водяных реакторов ВВР-2, ВВР-С и ИРТ.
- Государственная премия СССР (1968) — за создание нового типа реактора (МР) для испытаний тепловыделяющих элементов и материалов.
- заслуженный деятель науки и техники РСФСР (1966). Награждён многими орденами и медалями.
- премия Правительства РФ в области науки и техники (1999 — посмертно) — за создание в Российском научном центре «Курчатовский институт» ядерного реактора ИР-8 для фундаментальных и прикладных исследований.
- три ордена Трудового Красного Знамени (1949)
- два ордена «Знак Почёта»
- орден Октябрьской революции
- орден Красной Звезды
- медали

## Сочинения
- Действие облучения на графит ядерных реакторов. Владимир Владимирович Гончаров, Николай Степанович Бурдаков. Атомиздат, 1978. — 271 с.
- Гончаров В. В. Первые основные этапы атомной проблемы /Препринт ИАЭ-5015/9. — М., 1990.
- 29. Гончаров В. В. 30-летие первого советского ядерного реактора //Атомная энергия. — 1977. — Т. 42, вып. 2.